# Transitivitet (grammatik)
 For alternative betydninger, se Transitivitet. (Se også artikler, som begynder med Transitivitet)
Et transitivt verbum eller transitivt udsagnsord betegner i grammatik et udsagnsord, der kan tage genstandsled (akkusativobjekt), og som kan stå i både aktiv og passiv. Det, der er genstandsled i den aktive sætning, bliver grundled i den passive sætning.

## Eksempler på transitive verber

### Atsætte
- Udsagnsordet kan tage genstandsled: Jeg sætter gryden her.
- Udsagnsordet kan stå i aktiv: Jeg sætter.
- Udsagnsordet kan stå i passiv: Gryden sættes (eller: Gryden bliver sat).

### Atlægge
- Udsagnsordet kan tage genstandsled: Jeg lægger pengene her.
- Udsagnsordet kan stå i aktiv: Jeg lægger.
- Udsagnsordet kan stå i passiv: Pengene lægges (eller: Pengene bliver lagt).

### Atspise
- Udsagnsordet kan tage genstandsled: Æslet spiser gulerødder.
- Udsagnsordet kan stå i aktiv: Æslet spiser.
- Udsagnsordet kan stå i passiv: Gulerødderne spises (eller: bliver spist) af æslet.

## Eksempler på intransitive verber
Et intransitivt verbum er et verbum, der ikke er transitivt.

### Atsidde
- Udsagnsordet kan ikke tage genstandsled.
- Nogle intransitive verber kan faktisk godt stå i både aktiv (Jeg sidder i sofaen) og passiv (Hvor meget siddes der i den sofa?) (eller: bliver siddet).

### Atligge
- Udsagnsordet kan ikke tage genstandsled.

## Betydningsrelaterede ordpar
- At sætte (transitiv) og at sidde (intransitiv): Jeg sætter mig i sofaen, og så sidder jeg der nogle minutter.
- At lægge (transitiv) og at ligge (intransitiv): Jeg lægger besked på telefonsvareren, og så ligger den og venter på at blive hørt.
- At stille (transitiv) og at stå (intransitiv): Jeg stiller koppen, så den står på bordet.
- At sprænge (transitiv) og at springe (intransitiv): Jeg sprænger granaten, derfor springer hunden i luften.
- At vække (transitiv)) og at vågne (intransitivt): Jeg vækker ham ikke, men han vågner af sig selv.